# OGO 2
OGO 2 (Orbiting Geophysical Observatory) – drugi satelita geofizyczny wprowadzony przez agencję NASA na orbitę w ramach programu OGO.

## Cele misji
1. Badanie promieniowania kosmicznego.
2. Badanie wiatru słonecznego.
3. Badanie promieniowania rentgenowskiego Słońca.
4. Badanie pola magnetycznego Ziemi.
5. Badanie liczby i wielkości meteoroidów.

## Budowa
Dzięki uproszczonej konstrukcji i wyposażeniu satelity OGO zastąpiły całe serie poprzednio wykorzystywanych satelitów Explorer. Kształt: prostopadłościan z bocznymi tacami ogniw słonecznych, wysięgnikami oraz pręty z umieszczonymi przy końcu czujnikami (długość 6,7 metra). Masa satelity wynosiła 507 kg. Na jego pokładzie znalazło się 20 eksperymentów naukowych.

## Misja
OGO 2 wystartował 14 października 1965 roku na orbitę okołobiegunową o parametrach: perygeum – 414 km, apogeum – 1510 km i kącie nachylenia 87,3°. Penetrował magnetosferę Ziemi, przedzierając się na odpowiednich odcinkach przez magnetopauzę i magnetohydrodynamiczną falę uderzeniową.
Satelita przysporzył specjalistom sporo kłopotu. Wystąpiły trudności ze stabilizacją usytuowania. Do tego służyły silniczki ze sprężonym gazem. Niestety zapas gazu wyczerpał się po 10 dniach lotu. Satelita wykonywał więc ruch obrotowy dookoła własnej osi, na skutek czego wystąpiły kłopoty z interpretacją wyników pomiarów i część eksperymentów okazała się bezużyteczna. W kwietniu 1966 oba akumulatory były już niesprawne, w wyniku czego badania można było prowadzić tylko wtedy, gdy satelita był bezpośrednio oświetlany przez promienie słoneczne. W grudniu 1966 działało już tylko 8 eksperymentów, z czego tylko 5 nie było zakłóconych przez ruch obrotowy satelity. W kwietniu 1967 zawiodły rejestratory taśmowe, w związku z czym tylko jedna trzecia odbieranych danych była przetwarzana dalej. Satelitę wyłączono 1 listopada 1967, po czym na dwa tygodnie włączono go w lutym 1968 w celu wykonania jeszcze jednego eksperymentu.